# Trzebnik
Trzebnik (deutsch Trebnig; früher auch Trebnitz) ist ein Dorf in der Landgemeinde Łagiewniki (Heidersdorf) im Powiat Dzierżoniowski (Kreis Reichenbach) in der Woiwodschaft Niederschlesien in Polen.

## Lage
Nachbarorte sind Sokolniki (Wättrisch) im Westen, Radzików (Rudelsdorf) im Südwesten, Mleczna (Mlietsch) im Norden, Pożarzyce (Poseritz) im Osten.

## Geschichte
Die Ersterwähnung erfolgte 1373 als „Trebnik“. Territorial gehörte Trebnig zum Herzogtum Brieg, das seit 1329 ein Lehen der Krone Böhmen war. Nach dem Tod des Herzogs Georg Wilhelm I. 1675 fiel Trebnig mit dem Herzogtum Brieg als erledigtes Lehen durch Heimfall an die Krone Böhmen sowie nach dem Ersten Schlesischen Krieg 1741/42 mit dem größten Teil Schlesiens an Preußen. Besitzer waren bis zum 18. Jahrhundert die Herren von Poser, die sich nach dem Gut von Poser auf Trebnig nannten. Möglicherweise befand sich der Stammsitz der Familie im benachbarten Poseritz. Von seinem Vater Caspar erbte das Gut Heinrich Wilhelm von Poser und Groß-Naedlitz. (1688–1749). Auf ihn folgte dessen Sohn Carl Wilhelm Wilhelm von Poser und Groß-Naedlitz auf Trebnig (1738–1803). 1783 zählte das Dorf ein Vorwerk, drei Bauern, eine Windmühle, elf Gärtner, acht andere Häuser und 172 Einwohner. Die Einwohner lebten größtenteils von der Landwirtschaft.
Als letzter Besitzer der Familie Poser erscheint im 19. Jahrhundert Karl Heinrich von Poser und Groß-Naedlitz, Erbherr auf Trebnig († 23. Februar 1817 in Trebnig). Seine Erben verkauften den Besitz an die Familie von Schickfus. Der Erbwert des Gutes belief sich 1832 auf 30.000 Reichstaler. 1845 gehörte das Gut Georg Friedrich Alexander von Schickfus. Es bestand damals aus 33 Häusern, einem herrschaftlichen Schloss, zwei Vorwerken, 228 Einwohnern (20 katholisch und der Rest evangelisch), evangelische Kirche zu Rudelsdorf, katholische Kirche zu Rothschloß, eine Windmühle, eine Brauerei, eine Brennerei, sechs Handwerker und zwei Händler. 1874 erfolgte die Gründung des Amtsbezirkes Wättrisch aus den Landgemeinden Rudelsdorf, Trebnig und Wättrisch sowie deren gleichnamigen Gutsbezirken. Nach der Auflösung des Landkreises Nimptsch 1932 gehörte Trebnig bis 1945 zum Landkreis Reichenbach. Als Folge des Zweiten Weltkriegs fiel Trebnig mit dem größten Teil Schlesiens 1945 an Polen. Nachfolgend wurde es in Trzebnik umbenannt. Die deutsche Bevölkerung wurde – soweit sie nicht schon vorher geflohen war – vertrieben. Die neu angesiedelten Bewohner stammten teilweise aus Ostpolen, das an die Sowjetunion gefallen war.

## Sehenswürdigkeiten
- Das Schloss Trebnig wurde nach 1945 abgerissen. Erhalten blieben der Landschaftspark und Mauerfragmente.[4][5]